# سرى الخفاجي
سُرى سامي صالح المعروفة باسم سُرى الخَفاجي (21 مايو 1987 - )؛ فنانة تشكيلية عراقية.

## حياتها الفنية
بدأت مشوارها الفني في عام 2015 ونظّمت أوّل معرض فني شخصي لها في بغداد بعنوان "احكي يا شهرزاد"، ثم توالت معارضها الفنية.

## معارض
- 2016: معرض بنات حواء في بغداد
- 2017: معرض جائرة عشتار للشباب
- 2017: معرض تشكيليات عراقيات
- 2017: معرض هواجس
- 2018: معرض السفارة الإسبانية
- 2018: معرض قصص لونية في أربيل
- 2018: معرض فن وقلب في أربيل
- 2019: معرض تناغم لوني في أربيل
- 2019: معرض القنصلية الأمريكية في أربيل
- 2019: معرض السفارة الإسبانية
- 2019: معرض حماية حقوق الحيوانات في أربيل
- 2023 تقديم برنامج حرير _قناة دجلة الفضائية
- 2023 برنامج حرير رمضان _قناة دجلة الفضائية